# 1990 w muzyce
Wydarzenia muzyczne w 1990 roku.

## Wydarzenia
- powstał polski zespół rockowy Wilki
- powstał polski zespół Elektryczne Gitary
- powstał amerykański zespół Pearl Jam
- 12 października – powstała piosenka „Kariera Nikodema Dyzmy” Jacka Kaczmarskiego

## Urodzili się
- 4 stycznia – Ela Rose, rumuńska piosenkarka
- 9 stycznia – Ryan Fletcher, brytyjski basista zespołu Lawson
- 11 stycznia
  - Kajetan Borowski, polski pianista i kompozytor jazzowy
  - Natalia Krakowiak, polska piosenkarka i aktorka
- 22 stycznia
  - Logic, właśc. Sir Robert Bryson Hall II, amerykański raper, piosenkarz, autor tekstów i producent muzyczny
  - Lena Romul, polska piosenkarka i saksofonistka jazzowa i soulowa, kompozytorka, autorka tekstów i producentka
- 30 stycznia – Eiza González, meksykańska aktorka i piosenkarka
- 31 stycznia – Cro, właśc. Carlo Waibel, niemiecki raper
- 2 lutego – Clara Alonso, argentyńska aktorka, aktorka dubbingowa, piosenkarka, tancerka i prezenterka telewizyjna
- 3 lutego – Sean Kingston, amerykański piosenkarz pop, R&B i reggae
- 4 lutego – Alma Hätönen, fińska prezenterka radiowa
- 6 lutego – Dasoul, hiszpański piosenkarz
- 7 lutego – Anna Abreu, fińska piosenkarka
- 10 lutego – Choi Soo-young, południowokoreańska piosenkarka i aktorka, członki zespołu Girls’ Generation
- 12 lutego – Danilla Riyadi, indonezyjska piosenkarka
- 14 lutego – Cola Boyy, amerykański piosenkarz niezależny, orędownik osób niepełnosprawnych (zm. 2024)
- 16 lutego – The Weeknd, właśc. Abel Makkonen Tesfaye, kanadyjski piosenkarz R&B
- 18 lutego – Choi Sung-bong, południowokoreański piosenkarz (zm. 2023)
- 21 lutego – Florian Picasso, francuski DJ i producent muzyczny
- 25 lutego
  - Mikeal Gabriel, fiński raper
  - Naâman, właśc. Martin Mussard, francuski piosenkarz reggae, kompozytor i autor tekstów (zm. 2025)
- 3 marca
  - Monika Borzym, polska wokalistka jazzowo-soulowa
  - Node, kurdyjsko-duński piosenkarz i raper
- 6 marca
  - Ronja Hilbig, niemiecka piosenkarka, członkini zespołu Queensberry
  - Park Cho-ah, południowokoreańska piosenkarka i aktorka, członkini zespołu AOA
- 8 marca
  - Maks Barskich, ukraiński piosenkarz, autor tekstów, aktor i model
  - Kristinia DeBarge, amerykańska piosenkarka pop i R&B
- 16 marca – Ionuț Silaghi, rumuński piosenkarz, artysta i inżynier
- 17 marca – Hozier, właśc. Andrew John Hozier-Byrne, irlandzki piosenkarz, autor tekstów, gitarzysta, kompozytor i multiinstrumentalista
- 21 marca – Mandy Capristo, niemiecka wokalistka zespołu Monrose
- 22 marca – Lisa Mitchell, australijska piosenkarka i autorka tekstów
- 24 marca – Cleo Sol. brytyjska piosenkarka i autorka tekstów
- 27 marca – Kimbra, właśc. Kimbra Lee Johnson, nowozelandzka piosenkarka
- 29 marca
  - Fivio Foreign, amerykański raper i autor tekstów
  - Maxo Kream, amerykański raper i producent muzyczny
- 30 marca – Thomas Rhett, amerykański piosenkarz i autor tekstów
- 1 kwietnia – PA Sports, niemiecki raper pochodzenia irańskiego
- 2 kwietnia – Joan Franka, holenderska piosenkarka i gitarzystka
- 8 kwietnia
  - Freddie, właśc. Gábor Alfréd Fehérvári, węgierski piosenkarz
  - Kim Jonghyun, południowokoreański wokalista, tancerz, autor tekstów piosenek oraz członek grupy SHINee (zm. 2017)
  - Andrzej Zieliński, polski dziennikarz muzyczny, muzykolog
- 10 kwietnia
  - Maren Morris, amerykańska piosenkarka, autorka tekstów i producentka muzyczna
  - Valerio Scanu, włoski piosenkarz
- 13 kwietnia
  - Lodovica Comello, włoska piosenkarka, tancerka i aktorka
  - Finch, właśc. Finch Asozial, niemiecki raper
- 15 kwietnia – Kaśka Sochacka, polska piosenkarka, autorka tekstów i kompozytorka
- 21 kwietnia – Nadija Dorofejewa, ukraińska piosenkarka i projektantka mody, członkini duetu Wriemia i Stiekło
- 22 kwietnia – Machine Gun Kelly, amerykański raper i aktor
- 24 kwietnia – Kwabs, brytyjski piosenkarz i autor tekstów
- 27 kwietnia
  - Robin Bengtsson, szwedzki piosenkarz
  - K Camp, właśc. Kris Campbell, amerykański raper i piosenkarz
- 30 kwietnia
  - Laura Groseneken, belgijska piosenkarka i autorka tekstów
  - Mat Zo, właśc. Matan Zohar, brytyjski DJ i producent muzyczny
  - Michael Schulte, niemiecki piosenkarz i autor tekstów
- 1 maja – Rudolph Johnson (Marlo), amerykański raper (zm. 2020)
- 2 maja
  - Annemarie Eilfeld, niemiecka piosenkarka i autorka tekstów
  - Jelie van Dael, belgijska piosenkarka, członki zespołu Lasgo
- 3 maja – Elodie, właśc. Elodie Di Patrizi, włoska piosenkarka
- 5 maja
  - Song Jieun, południowokoreańska piosenkarka i pianistka
  - Anne-Claire Niver, amerykańska piosenkarka, autorka tekstów i muzyk
- 8 maja – Małgorzata Wasiucionek, polska skrzypaczka
- 23 maja – Pawbeats, właśc. Marcin Pawłowski, polski muzyk, kompozytor, aranżer i producent muzyczny
- 25 maja – Samir Badran, szwedzki piosenkarz i prezenter telewizyjny, członek duetu Samir & Viktor
- 27 maja
  - Chris Colfer, amerykański aktor, piosenkarz i autor tekstów
  - Matthieu Koss, francuski DJ, producent muzyczny i kompozytor
- 30 maja – Im Yoon-ah, południowokoreańska piosenkarka i aktorka, członkini zespołu Girls’ Generation
- 31 maja – Tomomi Ogawa, japoński piosenkarz, autor tekstów i basista
- 1 czerwca
  - Habib, rosyjski piosenkarz i wideobloger
  - Kasia Lins, polska piosenkarka, autorka tekstów, pianistka i kompozytorka
  - Drew Sycamore, duńska piosenkarka
- 2 czerwca – Kristiina Brask, fińska piosenkarka
- 5 czerwca – DJ Mustard, amerykański raper, autor tekstów, producent muzyczny i DJ
- 6 czerwca – Raisa, właśc. Raisa Andriana, indonezyjska piosenkarka i autorka tekstów
- 7 czerwca – Iggy Azalea, australijska raperka
- 11 czerwca
  - Pernilla Karlsson, fińska piosenkarka
  - Sherina Munaf, indonezyjska piosenkarka
- 15 czerwca – Inéz Schaefer, niemiecka piosenkarka i klawiszowiec zespołu Ätna
- 16 czerwca
  - John Newman, brytyjski piosenkarz i muzyk
  - Ilkin Doblatov, azerski piosenkarz
- 20 czerwca – Iselin Solheim, norweska piosenkarka i autorka tekstów
- 22 czerwca – Paulina Janczak, polska aktorka i piosenkarka
- 27 czerwca – Joel Peat, brytyjski gitarzysta zespołu Lawson
- 28 czerwca
  - Ape Drums, amerykański DJ i producent muzyczny, członek zespołu Major Lazer
  - Jasmine Richards, kanadyjska aktorka i piosenkarka
- 2 lipca – Roman Lob, niemiecki piosenkarz pop
- 4 lipca
  - Radonis, właśc. Radosław Radka, polski raper i producent muzyczny
  - Fredo Santana, amerykański raper (zm. 2018)
- 5 lipca
  - Marek Molak, polski aktor i piosenkarz
  - Nate57, właśc. Nathan Renato Pedreira, niemiecki raper
- 6 lipca – Jurijus Veklenko, litewski piosenkarz
- 10 lipca – Kim Cesarion, szwedzki piosenkarz, autor tekstów i producent muzyczny
- 11 lipca – Achille Lauro, włoski piosenkarz, raper i autor tekstów
- 15 lipca – Olly Alexander, brytyjski piosenkarz, aktor i scenarzysta, założyciel zespołu Years & Years
- 16 lipca – Wizkid, nigeryjski piosenkarz, autor tekstów i muzyk
- 20 lipca – Nora En Pure, południowoafrykańsko-szwajcarska DJ i producentka muzyczna
- 23 lipca – Dagny, norweska piosenkarka
- 24 lipca
  - Jay McGuiness, brytyjski piosenkarz, członek zespołu The Wanted
  - Carolin Niemczyk, niemiecka piosenkarka i autorka tekstów, wokalistka zespołu Glasperlenspiel
- 29 lipca
  - Taco Hemingway, właśc. Filip Tadeusz Szcześniak, polski raper i autor tekstów
  - Lolita Jolie, niemiecka piosenkarka pochodzenia polskiego
- 7 sierpnia – Josh Franceschi, brytyjski wokalista zespołu You Me at Six
- 8 sierpnia – Aleksandra Szwed, polska aktorka, piosenkarka, prezenterka telewizyjna, modelka
- 15 sierpnia
  - BloodPop, amerykański muzyk, producent muzyczny i autor tekstów
  - Kuba Knap, polski raper
  - Jennifer Lawrence, amerykańska aktorka i piosenkarka
  - Niusza, właśc. Anna Władimirowna Szuroczkina, rosyjska piosenkarka, autorka tekstów, producentka muzyczna i aktorka
- 16 sierpnia – Rina Sawayama, japońsko-brytyjska piosenkarka, autorka tekstów i modelka
- 18 sierpnia – Stacy, właśc. Stracie Angie Anam, malezyjska piosenkarka, aktorka i tancerka
- 21 sierpnia – Daria ze Śląska, właśc. Daria Ryczek-Zając, polska piosenkarka i autorka tekstów
- 22 sierpnia – Maria Jane Smith, szwedzka piosenkarka i autorka tekstów, członki duetu Smith & Thell
- 24 sierpnia – Jamal Edwards, brytyjski przedsiębiorca muzyczny, DJ i założyciel portalu muzycznego SB.TV (zm. 2022)
- 26 sierpnia – Lil’ Chris, brytyjski piosenkarz i aktor (zm. 2015)
- 27 sierpnia
  - Taylor Mitchell, kanadyjska piosenkarka folkowa (zm. 2009)
  - Soluna Samay, duńska piosenkarka
- 28 sierpnia – Luna, ukraińska piosenkarka i modelka
- 1 września
  - Ann Sophie, niemiecka piosenkarka
  - Darja Szaszyna, rosyjska piosenkarka, członkini zespołu Serebro
- 4 września – James Bay, brytyjski piosenkarz, autor tekstów i gitarzysta
- 5 września – Hania Rani, właśc. Hanna Maria Raniszewska, polska pianistka, kompozytorka i wokalistka
- 11 września – Brynjar Leifsson, islandzki muzyk i gitarzysta zespołu Of Monsters and Men
- 3 października – Michele Morrone, włoski aktor, piosenkarz, model i projektant mody
- 5 października – Austin Peralta, amerykański pianista jazzowy, kompozytor (zm. 2012)
- 10 października – Nitty Scott, amerykańska raperka
- 11 października – Julia Sanina, ukraińska piosenkarka
- 12 października – Melody, właśc. Melodía Ruiz Gutiérrez, hiszpańska piosenkarka
- 15 października – Sondre Justad, norweski piosenkarz i autor tekstów
- 16 października
  - Jóhanna Guðrún Jónsdóttir, islandzka piosenkarka
  - Ridsa, francuski piosenkarz i raper pochodzenia hiszpańskiego
- 18 października – Gabriel Diniz, brazylijski piosenkarz i kompozytor (zm. 2019)
- 19 października – Diogo Piçarra, portugalski piosenkarz, gitarzysta i pianista
- 22 października – Karol Mossakowski, polski organista i kompozytor
- 23 października – Paradise Oskar, fiński piosenkarz i kompozytor
- 28 października – Jayson Pena, amerykański piosenkarz, były członek zespołu US5
- 29 października – Eric Saade, szwedzki piosenkarz i prezenter telewizyjny
- 7 listopada – Matt Corby, australijski piosenkarz i autor tekstów
- 8 listopada
  - SZA, amerykańska piosenkarka i autorka tekstów
  - Ralph Kaminski, polski piosenkarz, kompozytor i autor piosenek
- 12 listopada – Michael Calfan, francuski DJ i producent muzyczny
- 13 listopada – Jibbs, amerykański raper
- 15 listopada – JinJoo Lee, południowokoreańska muzyk, gitarzystka zespołu DNCE
- 17 listopada – Shanica Knowles, amerykańska aktorka i piosenkarka
- 21 listopada – Mustii, belgijski aktor i piosenkarz
- 23 listopada – Eddy Kim, południowokoreański piosenkarz, autor tekstów i gitarzysta
- 24 listopada – Tom Odell, brytyjski piosenkarz i autor tekstów
- 25 listopada – Rye Rye, amerykańska raperka, piosenkarka, tancerka i aktorka
- 26 listopada
  - Chipmunk, właśc. Jahmaal Noel Fyffe, brytyjski raper
  - Rita Ora, brytyjska piosenkarka, autorka tekstów i aktorka pochodzenia albańskiego
  - Michał Szpak, polski piosenkarz pop-rockowy
- 1 grudnia – Szymon Sutor, polski kompozytor, aranżer i dyrygent
- 3 grudnia – Toomaj Salehi, irański raper
- 8 grudnia
  - Giovanni Caccamo, włoski piosenkarz i autor tekstów
  - Jakub Józef Orliński, polski śpiewak (kontratenor)
  - Kacper Smoliński, polski harmonijkarz jazzowy, kompozytor oraz reżyser dźwięku, członek zespołu Weezdob Collective
  - Teesy, niemiecki piosenkarz, autor tekstów i raper
- 9 grudnia – LaFee, niemiecka piosenkarka
- 12 grudnia
  - Dawin, amerykański piosenkarz
  - Prince Damien, niemiecki piosenkarz, autor tekstów, tancerz i choreograf
  - Seungri, południowokoreański piosenkarz, autor tekstów, producent muzyczny, aktor i przedsiębiorca, członek zespołu Big Bang
- 13 grudnia – Nick Roux, amerykański aktor i piosenkarz
- 17 grudnia
  - Igor Herbut, polski wokalista i kompozytor zespołu LemON
  - Mimi Werner, szwedzka piosenkarka
- 18 grudnia – El Alfa, dominikański raper
- 20 grudnia – JoJo, amerykańska piosenkarka
- 23 grudnia – Anna Maria Perez de Taglé, amerykańska aktorka, modelka i piosenkarka
- 24 grudnia – Adam Piits, brytyjski perkusista zespołu Lawson
- 26 grudnia
  - Andy Biersack, amerykański piosenkarz, autor tekstów, muzyk i pianista
  - Jon Bellion, amerykański raper, piosenkarz, autor tekstów i producent muzyczny
- 28 grudnia – David Archuleta, amerykański piosenkarz, autor tekstów, muzyk i aktor
- 29 grudnia – Łukasz Ojdana, polski pianista i kompozytor jazzowy
- 31 grudnia
  - Nightbirde, amerykański piosenkarz i autor tekstów (zm. 2022)
  - Piotr Orzechowski, polski kompozytor i pianista jazzowy, muzyk zespołu High Definition Quartet

## Zmarli
- 4 stycznia – Vladimir Ussachevsky, amerykański kompozytor rosyjskiego pochodzenia, twórca eksperymentalnej muzyki elektronicznej (ur. 1911)
- 2 lutego – Mel Lewis, amerykański perkusista jazzowy i bandleader (ur. 1929)
- 6 lutego – Zari Elmassian, amerykańska śpiewaczka operowa (sopran); aktorka i piosenkarka armeńskiego pochodzenia (ur. 1906)
- 7 lutego – Jimmy Van Heusen, amerykański kompozytor muzyki rozrywkowej (ur. 1913)
- 8 lutego – Del Shannon, amerykański piosenkarz i gitarzysta rockowy (ur. 1934)
- 9 lutego – Ilse Hollweg, niemiecka śpiewaczka operowa (sopran) (ur. 1922)
- 29 lutego – Zdzisław Gozdawa, polski komediopisarz, poeta, autor tekstów piosenek, satyryk, także kompozytor (ur. 1910)
- 13 marca – Karl Münchinger, niemiecki dyrygent (ur. 1915)
- 19 marca – Andrew Wood, amerykański muzyk grunge’owy, wokalista zespołu Mother Love Bone (ur. 1966)
- 3 kwietnia – Sarah Vaughan, amerykańska wokalistka jazzowa (ur. 1924)
- 4 kwietnia – Mark Fradkin, rosyjski kompozytor muzyki filmowej (ur. 1914)
- 7 kwietnia – Szczepan Jankowski, polski kompozytor, organista, dyrygent (ur. 1900)
- 25 kwietnia – Dexter Gordon, amerykański saksofonista jazzowy (ur. 1923)
- 29 kwietnia – Jacek Bednarek, polski kontrabasista jazzowy i filharmoniczny, kompozytor (ur. 1944)
- 1 maja – Sergio Franchi, włoski aktor i piosenkarz (ur. 1926)
- 8 maja – Luigi Nono, włoski kompozytor współczesny (ur. 1924)
- 16 maja – Sammy Davis Jr., amerykański muzyk i aktor (ur. 1925)
- 18 maja – Edmund Zayenda, właśc. Edward Julian Sternbach, polski śpiewak (tenor) i aktor pochodzenia żydowskiego (ur. 1906)
- 28 maja – Jan Janikowski, polski kompozytor, pianista i aranżer (ur. 1926)
- 2 czerwca – Walter Davis Jr., amerykański pianista hard bopowy[1] (ur. 1932)
- 11 czerwca – Clyde McCoy, amerykański trębacz jazzowy (ur. 1903)
- 14 czerwca – Erna Berger, niemiecka śpiewaczka operowa (sopran) (ur. 1900)
- 16 czerwca – Eva Turner, angielska śpiewaczka operowa (sopran) (ur. 1892)
- 21 czerwca
  - June Christy, amerykańska wokalistka jazzowa (ur. 1925)
  - Elizabeth Harwood, angielska śpiewaczka operowa (sopran) (ur. 1938)
- 30 lipca – Stanisław Fereszko, polski pianista i kompozytor żydowskiego pochodzenia (ur. 1914)
- 8 sierpnia – Andrzej Dobrowolski, polski kompozytor i pedagog (ur. 1921)
- 12 sierpnia – Piotr Perkowski, polski kompozytor i pedagog (ur. 1901)
- 15 sierpnia – Wiktor Coj, radziecki rockman lat 80. XX w., założyciel i lider grupy Kino (ur. 1962)
- 18 sierpnia – Grethe Ingmann, duńska piosenkarka jazzowa, zwyciężczyni 8. Konkursu Piosenki Eurowizji w 1963 (ur. 1938)
- 19 sierpnia – Aleksandr Warłamow, rosyjski kompozytor (ur. 1904)
- 20 sierpnia – Maurice Gendron, francuski wiolonczelista i dyrygent (ur. 1920)
- 23 sierpnia – David Rose, amerykański twórca słów do piosenek, kompozytor, aranżer, pianista i dyrygent pochodzenia żydowskiego (ur. 1910)
- 27 sierpnia – Stevie Ray Vaughan, amerykański gitarzysta blues rockowy (ur. 1954)
- 3 września – Mieczysław Fogg, polski piosenkarz (ur. 1901)
- 6 września – Tom Fogerty, amerykański gitarzysta i wokalista Creedence Clearwater Revival (ur. 1941)
- 1 października – Andrzej Krzanowski, polski kompozytor, akordeonista i pedagog (ur. 1951)
- 3 października – Eleanor Steber, amerykańska śpiewaczka operowa (sopran) (ur. 1914)
- 7 października – Małgorzata Doliwa-Dobrowolska, polska pianistka, pedagog muzyczny (ur. 1908)
- 14 października – Leonard Bernstein, amerykański dyrygent i kompozytor (ur. 1918)
- 16 października
  - Art Blakey, amerykański perkusista i kompozytor jazzowy (ur. 1919)
  - Jorge Bolet, amerykański pianista pochodzenia kubańskiego (ur. 1914)
- 24 października – Stanisława Nowicka, polska śpiewaczka, aktorka filmowa, teatralna i tancerka kabaretowa (ur. 1905)
- 27 października – Xavier Cugat, kataloński i kubański muzyk, aktor, dyrygent i kierownik orkiestr rozrywkowych (ur. 1900)
- 10 listopada – Tadeusz Natanson, polski kompozytor i pedagog (ur. 1927)
- 20 listopada – Herbert Kegel, niemiecki dyrygent (ur. 1920)
- 24 listopada – Bülent Arel, turecki kompozytor (ur. 1919)
- 28 listopada – Tadeusz Zygadło, polski skrzypek (ur. 1907)
- 2 grudnia – Aaron Copland, amerykański kompozytor (ur. 1900)
- 7 grudnia – Peter Mieg, szwajcarski kompozytor (ur. 1906)
- 11 grudnia – Andrzej Tylec, polski perkusista (ur. 1949)
- 14 grudnia – Krystyna Pac-Gajewska, polska poetka, autorka tekstów piosenek (ur. 1928)
- 16 grudnia
  - Jackie Mittoo, jamajski pianista i kompozytor, muzyk sesyjny, współzałożyciel i wieloletni lider zespołu The Skatalites (ur. 1948)
  - Jan Tacina, polski muzykolog, etnograf i pedagog (ur. 1909)
- 18 grudnia – Paul Tortelier, francuski wiolonczelista i kompozytor (ur. 1914)
- 26 grudnia – Kazimierz Poreda, polski śpiewak operowy (bas) (ur. 1911)

## Albumy

### polskie
- Are You a Rebel? – Acid Drinkers
- Big Noise – Apteka
- Biała armia – Bajm
- Wiara, nadzieja, miłość i inwigilacja – Bielizna
- Z partyjnym pozdrowieniem. 12 hitów w stylu lambada hardcore – Big Cyc
- Ściana i groch – Monika Borys
- O! Ela – Chłopcy z Placu Broni
- Purple – Closterkeller
- Bieda – Krzysztof Daukszewicz
- Wszyscy przeciwko wszystkim – Dezerter
- Fallen Angel – Dragon
- Dżem Session 1 – Dżem
- Ocalić od zapomnienia – Marek Grechuta
- Do ciebie gnam – Hetman
- The Big Beat – Holoee Poloy (Edyta Bartosiewicz)
- Kosmopolak – Jacek Kaczmarski
- Kwiaty na żywopłocie – Kobranocka
- A może to ja? – Kolaboranci
- 15 lat – Kombi
- Hibernacja nr 1 – Władysław Komendarek
- Ja pana w podróż zabiorę – Kora
- Inne światy – Antonina Krzysztoń
- Ustrzyki – KSU
- 45–89 – Kult
- Własna California – Wanda Kwietniewska
- Zawsze tam, gdzie ty – Lady Pank
- Welcome Home – Lombard
- Blues? – One Million Bulgarians
- Teraz albo nigdy – One Million Bulgarians
- To jeszcze nie koniec – Pabieda
- Lecz póki co żyjemy – Pod Budą
- Proletaryat – Proletaryat
- Firma „Ja i Ty” – Krystyna Prońko
- Ya Hozna – Ya Hozna, Renata Przemyk
- Cisza jest... nic się nie dzieje – Różni wykonawcy
- Omen – Jacek Skubikowski
- Musicale – Zdzisława Sośnicka
- Dla wszystkich starczy miejsca – Stare Dobre Małżeństwo
- Makatki – Stare Dobre Małżeństwo
- Czad Komando Tilt – Tilt
- Dead End – Turbo
- The Beginning – Varius Manx
- Muzyka do filmu Seszele – Voo Voo
- Witajcie w teatrze cieni – Ziyo

### zagraniczne
- We Die Young – Alice in Chains
- Facelift – Alice in Chains
- Gling-Gló – Björk Guðmundsdóttir & tríó Guðmundar Ingólfssonar
- Blaze of Glory – Jon Bon Jovi
- Slap! – Chumbawamba
- Murder – D.O.A.
- Danzig II: Lucifuge – Danzig
- Violator – Depeche Mode
- Unison – Céline Dion
- Under the Red Sky – Bob Dylan
- MCMXC a.D. – Enigma
- The Massacre – The Exploited
- Live at the Brixton Academy (VHS z koncertem) – Faith No More
- Cornerstones: 1967–1970 – Jimi Hendrix
- Iona – Iona
- No Prayer for the Dying – Iron Maiden
- Ritual de lo habitual – Jane’s Addiction
- Waiting for Cousteau (znany także jako En Attendant Cousteau) – Jean-Michel Jarre
- Kojiki – Kitarō
- Last Temptation of Reid – Lard
- I’m Breathless – Madonna
- The Immaculate Collection – Madonna
- Rust in Peace – Megadeth
- Deep – Peter Murphy
- Harmony Corruption – Napalm Death
- Step by Step – New Kids on the Block
- Impurity – New Model Army
- Amarok – Mike Oldfield
- Cowboys from Hell – Pantera
- Suck on This – Primus
- Queen at Wembley (VHS z koncertem) – Queen
- Crazy World – Scorpions
- Wind Carying Night – Siela
- Vision Thing – The Sisters of Mercy
- Seasons in the Abyss – Slayer
- 10 – The Stranglers
- Past to Present 1977-1990 – Toto
- Ragged Glory – Neil Young
- Dean Martin: All-Time Greatest Hits – Dean Martin

## Muzyka poważna
- XII Międzynarodowy Konkurs Pianistyczny im. Fryderyka Chopina
- Powstaje American Fanfare Lukasa Fossa

## Nagrody
- Konkurs Piosenki Eurowizji 1990
  - „Insieme: 1992”, Toto Cutugno
- BRITS Awards – nagroda za zasługi dla rozwoju muzyki
  - Queen: 1990.02